# 수호천사 (드라마)
《수호천사》(守護天使)는 2001년 8월 1일부터 2001년 9월 20일까지 SBS TV에서 방영된 드라마 스페셜이자 네 남녀의 치열한 경쟁과 엇갈리는 안타까운 사랑을 통해서 진실과 사랑이 우리들을 지켜주는 수호천사라는 메시지를 전달하는 드라마이다.
이 드라마의 주연배역인 정다소 역에는 당초 김희선이 거론됐으나 비슷한 시기에 영화 《와니와 준하》 촬영일정이 혼재하자 출연을 고사했으며 해당 배역에는 송혜교가 들어가게 되었다. 또, 윤다훈(강세현 역)은 해당 드라마에 캐스팅되면서 SBS 두남자쇼 진행을 그만두었다. 아울러 김민(홍지수 역)은 해당 작품 탓인지 KBS 2TV 월화 미니시리즈 쿨 캐스팅 제의를 뿌리쳤다.

## 등장 인물

### 주요 인물
- 김민종 : 하태웅 역
- 송혜교 : 정다소 역 (아역 박은빈)
- 김민 : 홍지수 역
- 윤다훈 : 강세현 역

### 그 외
- 김보성 : 오순동 역
- 장항선 : 하덕호 역
- 이미영 : 유선정 역
- 김승욱 : 천수만 역
- 최재원 : 나홍만 역
- 은서우 : 정어진 역
- 이순재 : 강 회장 역

## OST
| #   | 제목                                      | 가수            | 재생 시간 |
| --- | ----------------------------------------- | --------------- | --------- |
| 1.  | 〈My Dream (지수 Theme)〉                 | Various Artists |           |
| 2.  | 〈(TITLE)너 하나만을 위해〉               | 박용하          |           |
| 3.  | 〈작은 소망 (Orchestra Ver.)〉            | Various Artists |           |
| 4.  | 〈있을게(난 다를거야)〉                   | 김민종          |           |
| 5.  | 〈너 하나만을 위해 (A Guitar Solo Ver.)〉 | Various Artists |           |
| 6.  | 〈My Dream (세현 Theme)〉                 | Various Artists |           |
| 7.  | 〈Little Girl〉                           | Dracula         |           |
| 8.  | 〈너 하나만을 위해 (Piano Solo Ver.)〉    | Various Artists |           |
| 9.  | 〈에델바이스 (Saxsophone Ver.)〉          | Various Artists |           |
| 10. | 〈너 하나만을 위해 (Violin Solo Ver.)〉   | Various Artists |           |
| 11. | 〈작은 소망〉                             | 김태훈          |           |
| 12. | 〈너 하나만을 위해 (Flute Solo Ver.)〉    | Various Artists |           |
| 13. | 〈작은 소망 (Saxsophone Solo Ver.)〉      | Various Artists |           |
| 14. | 〈에델바이스 (Whistle Melody)〉           | Various Artists |           |
| 15. | 〈Little Girl (Inst.)〉                   | Various Artists |           |

## 후기
- 틀에 박힌 설정과 전개로 작품성에 의문을 제기하는 전문가들도 있었지만, 그래도 방영 당시 시청률은 31.8%, 최고 시청률 36.5%로 상당히 인기가 있었고 이후 일본에서도 인기리에 방영되었다.[3]

## 수상
- 2001년 SBS 연기대상
  - 10대 스타상, 드라마스페셜 부문 연기상 김민종
  - 10대 스타상, SBSi상 송혜교
  - 남자 인기상 윤다훈
  - 아역상 은서우